# Bahiv, Kovel
Bahiv (în ucraineană Бахів) este un sat în comuna Dubove din raionul Kovel, regiunea Volînia, Ucraina.

## Demografie
Componența lingvistică a localității Bahiv
     Ucraineană (98,85%)
     Alte limbi (0,92%)
Conform recensământului din 2001, majoritatea populației localității Bahiv era vorbitoare de ucraineană (98,85%), existând în minoritate și vorbitori de alte limbi.